# Johann Adam Braun (Schriftsteller)

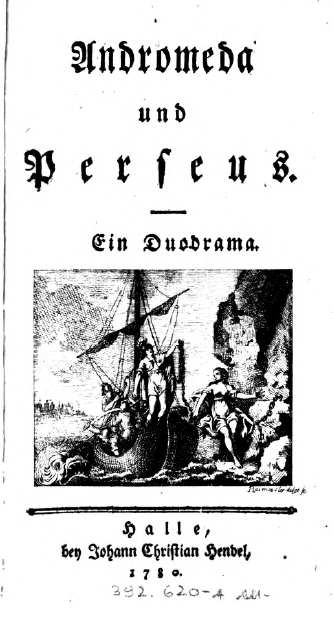
Johann Adam Braun: Andromeda und Perseus, 1780

Johann Adam Braun (geboren am 24. Dezember 1753 in Augsburg; gestorben 1787) war ein deutscher Schriftsteller und Verfasser von Briefromanen, Erzählungen und Schauspielen.

## Veröffentlichungen
- Der Adler nach der Lilie, oder Josephs Reise nach Paris, Augsburg, 1777 (Digitalisat).
- Die drey Facultisten im Weinkeller, Frankfurt / Leipzig 1777 (Digitalisat).
- Joseph Codardo und Rosaura Bianki, Frankfurt / Leipzig 1778.
- Die Herrlichkeit im Traume, Leipzig, 1779.
- Andromeda und Perseus, Halle 1780 (Digitalisat).
- Ruhestätte der Zärtlichkeit einiger Liebenden, Halle, 1780 (Digitalisat).
- Der Ritter von Charleville oder der unglückliche Mädchenfreund, Frankfurt / Leipzig 1780.
- Das Grab der Freude, Frankfurt / Leipzig 1780.
- Das Gespenst oder der Fanatismus, Frankfurt / Leipzig 1781.
- Der Prozeß auf dem Lande, Frankfurt / Leipzig 1781.
- Pater Martin Kochems Hypochondrische Stunden, Ort unbekannt 1782.
- Vesta, Begräbniß oder ... der Klosterfrauen, Wien 1783
- Die Spiele des Schiksals oder Felix und Sophie, 1784